# Abyei
Abyei – miasto na granicy Sudanu i Sudanu Południowego, w regionie Kordofan Zachodni. Według ONZ populacja miasta przed wydarzeniami z maja 2011 wynosiła około 20 tys. mieszkańców.
Mieszkańcy miasta i okolicy przynależą w większości do plemienia Dinka, których głównym źródłem utrzymania jest wypas bydła. Stanowią oni opozycję wobec islamskich plemion z terenów na północ od miasta, co jest zarzewiem sporów o ziemie oraz miejscowe zasoby ropy naftowej. 
Miasto leży na terenie bogatym w ropę naftową na granicy między Sudanem Południowym a Sudanem co jest przyczyną licznych sporów, które nasiliły się na dwa miesiące przed ogłoszeniem niepodległości przez Sudan Południowy w lipcu 2011 i przekształciły w tzw. Sudański konflikt graniczny.

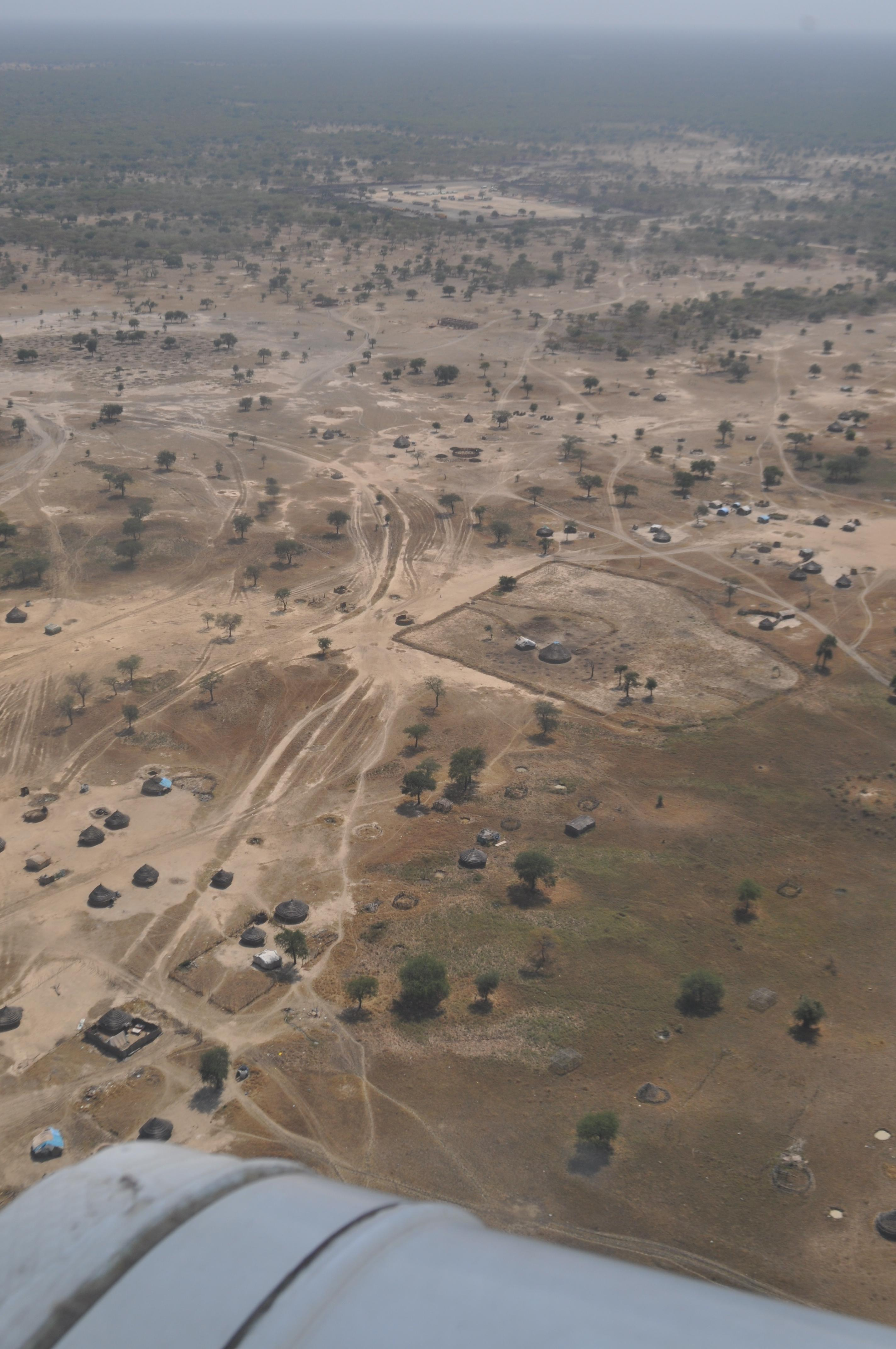
Widok na rzadką zabudowę Abeyi z powietrza